# تالين (آراغاتسوتن)
مدينة تالين (بالإنجليزية: Talin) هي إحدى المدن التابعة لمقاطعة آراغاتسوتن في أرمينيا. يقدر عدد سكانها بـ 5745 نسمة حسب الإحصاء الذي جرى عام 2011.